# توماس ویل (جورجیا)
توماس ویل، جورجیا (به انگلیسی: Thomasville, Georgia) یک شهر در ایالات متحده آمریکا با جمعیت ۱۸٬۴۱۳ نفر است که در جورجیا واقع شده‌است.

## موقعیت جغرافیایی
موقعیت جغرافیایی شهرها و مناطق اطراف به شرح زیر است: